# Biafra
Biafra var en kortlivad självständig stat i Västafrika som endast erkändes av ett fåtal andra stater (Elfenbenskusten, Gabon, Haiti, Tanzania och Zaire). Den var en utbrytarrepublik från Nigerias östra region som utropade självständighet den 30 maj 1967. Huvudort var Enugu. Biafra hade ursprungligen cirka 14 miljoner invånare, varav huvuddelen tillhörde det kristna igbofolket. Nigerias federala regering vägrade att acceptera Biafras självständighet vilket resulterade i Biafrakriget, som varade fram till 1970. Den 12 januari 1970 kapitulerade Biafra och 15 januari införlivades regionen igen i Nigeria. Biafras ledare var överstelöjtnant Odumegwu Ojukwu.
Under 2000-talet har frågan om ett självständigt Biafra fått förnyad kraft.

## Förhistoria
När Nigeria blev självständigt från Storbritannien 1960 drabbades landet snart av samma problem som många andra nya afrikanska stater, nämligen att nationsgränserna som drogs inte var i enlighet med de folkstammar som bodde i gränsområdena. Det resulterade i att en folkstam kunde delas i flera delar mellan nationsgränserna, och den folkgrupp som var i majoritet i det nya landet var den som fick störst inflytande.
I Nigerias fall var det största exemplet på ett sådant "delat" folkslag igbofolket som levde i landets sydöstra del, den så kallade Östra regionen. Igbofolket var kristna, till skillnad från de andra stora folkslagen i Nigeria, hausa, fulani och yoruba, som antingen var muslimer eller bekände sig till inhemska religioner, och därmed var de underrepresenterade och i många fall diskriminerade av de övriga folkstammarna. Därför började det snart växa fram en dröm bland igbofolket om en egen självständig stat, något som den nigerianska regeringen vägrade att gå med på eftersom de största delarna av landets naturtillgångar på olja, landets mest värdefulla råvara, fanns i igbofolkets område.
Den 15 januari 1966 utbröt oroligheter i Nigeria i samband med en blodig militärkupp ledd av unga vänsterinriktade officerare under ledning av Johnson Aguiyi-Ironsi i syfte att stärka sitt folks inflytande. Premiärministern Abubakar Tafawa Balewa dödades under kuppen vilket ledde till att spänningarna mellan folkslagen ökade markant. I juli samma år utförde muslimska officerare en motkupp ledd av general Yakubu Gowon, och tiotusentals (20 000–30 000) igbo-talande dödades i strider eller massakrer. Därefter flydde uppemot 1 miljon igbo-talande till Östra regionen.

## Biafrakriget
I januari 1967 möttes ledarna för Nigerias olika folkslag och armén i staden Aburi i Ghana för att förhandla fram en vapenvila, men de två militärkupperna året före hade ökat spänningen mellan folken. Överstelöjtnant Odumegwu Ojukwu, som var guvernör för Eastern region och igbofolkets representant under förhandlingarna, krävde total självständighet från Nigeria för sitt folk. De övriga representanterna vägrade. 
Trots seglivade förhandlingar vägrade Ojukwu att ge efter för sina krav, och den 30 maj bröt förhandlingarna slutligen samman när Gowon, som nu blivit Nigerias stats- och regeringschef, tillkännagav att han ämnade reformera Nigerias administration efter amerikansk förebild och göra Nigeria till en federation. De gamla regionerna skulle upplösas och landet skulle istället delas in i delstater. Delstaternas politiska inflytande skulle dock vara kraftigt reducerat och i praktiken ge mer makt åt Gowons centralregering. Ojukwu svarade med att förklara Eastern region självständig som Republiken Biafra. Samtidigt förklarade Nigeria krig mot Biafra, och därmed var Biafrakriget ett faktum.
Nu stod den nya staten för en serie stora problem, varav det största var att landet saknade en regelrätt armé; det enda Ojukwu hade att tillgå var en dåligt tränad och illa beväpnad milis. Man saknade både artilleri och flygvapen i större skala och var dessutom gravt numerärt underlägsen sin motståndare. Trots detta var milisen väl motiverad och hade fördelen av att strida i sitt hemland, vilket gjorde att försörjningslinjerna inte blev speciellt långa. Trots att många länder var välvilligt inställda till den nya staten erkändes Biafras självständighet endast av fyra länder.
Kriget började officiellt den 6 juli 1967, då nigerianska trupper gick över gränsen till Biafra. Redan efter åtta dagar föll staden Nsukka, men Biafras armé drog sig inte tillbaka som den nigerianska militärledningen hade räknat med, utan gick istället till motoffensiv. Den 21 augusti hade man tryckt tillbaka de nigerianska styrkorna över gränsen. Efter detta stagnerade kriget; båda parter låg och väntade på motståndarens nästa drag men ingen vågade ta initiativet.

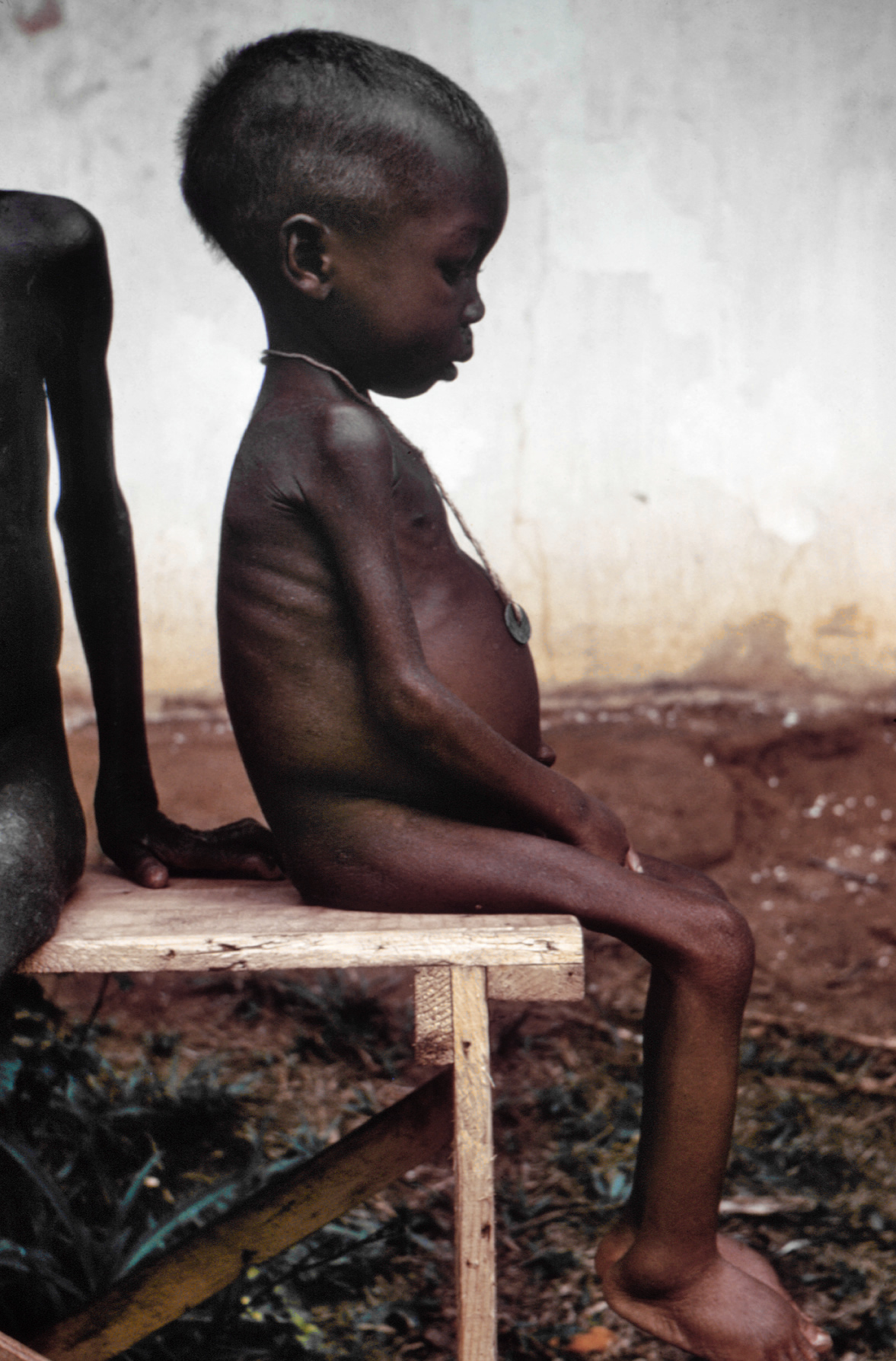
Svältande flicka med kwashiorkor under Biafrakriget.

Gowons regering bestämde sig i juni 1968 för att prova en annan taktik, nämligen att svälta ut landet. Armén omringade Biafra land- och sjövägen, vilket skulle komma att leda till en humanitär katastrof i Biafra, som i slutet av året endast kontrollerade en tiondel av sitt hävdade territorium.
Röda Korset och andra hjälporganisationer försökte sända in hjälp till Biafra, men de flesta nödtransporterna stoppades av nigerianska trupper. En av läkarna som kom till Biafra var Bernard Kouchner, som senare skulle grunda Läkare utan gränser – en idé han fick efter sina erfarenheter i landet. Den nigerianska blockaden ökade omvärldens sympati för Biafra, och tack vare att tillräckligt många hjälpsändningar ändå kom fram lyckades Biafras styrkor gå till offensiv i juni 1969 för att försöka häva blockaden.
Den nigerianska armén svarade med en egen offensiv i december och lyckades då klyva landet i två delar. Den 7 januari 1970 inledde nigerianerna Operation Tali-Wind som var den slutgiltiga offensiven, och Biafra kapitulerade den 13 januari. Därmed hade den självutropade staten Biafra upphört att existera.

### Svensk aktivitet i Biafra
Internationella Rödakorskommittén (ICRC) deltog med humanitärt understöd till den svältande befolkningen med operationsbas i Santa Isabel (numera Malabo) på ön Bioko (numera en del av Ekvatorialguinea). Svenska Röda Korset ingick i ICRC-operationen med en understödsgrupp ledd av Magnus S. Bruzelius. Svenska flygvapnet ställde ett Herkulesplan jämte besättning till Röda Korsets förfogande. För den flygoperativa verksamheten svarade Sven Lampell, tidigare flottiljchef för F 15 i Söderhamn. En av de deltagande svenska läkarna föll offer för krigshandlingarna. Flera andra blev sårade.
Antalet hjälpflygningar av de nordiska kyrkohjälpens samorganisation Nordchurchaid från São Tomé och Príncipe, som tillhörde Portugal vid denna tidpunkt, var emellertid betydligt mer omfattande och pågick långt efter att Röda Korset avslutat sina inflygningar. Bilder av svältande barn som led av kwashiorkor, med stora magar och smala armar och ben, gav uttrycket "Biafrabarn". 
Ett vittnesseminarium med svenska och nordiska journalister som besökte Biafra och arbetade för de humanitära hjälporganisationerna belyser denna period, som blev ett genombrottsmoment för mera storskaliga humanitära hjälpinsatser i Sverige och Norden.

### Arv efter den humanitära krisen
Läkare utan gränser grundades 1971 av Bernard Kouchner, som arbetat som läkare i Biafra. Den humanitära kris som uppstod i Biafra under den nigerianska blockaden gav upphov till begreppet "Biafrabarn" som brukar användas för att beskriva undernärda barn med uppsvullna magar (kwashiorkor), vilket blev mycket vanligt i landet under kriget.

## Republiken Biafra

### Styre och politik

#### Militär
I början av Biafrakriget hade landet omkring 3 000 stridsklara soldater, men man hade mot slutet av kriget lyckats mobilisera runt 30 000 man. Biafra fick aldrig något officiellt militärt stöd från något annat land, och stödet man fick var långt ifrån tillräckligt, vilket ledde till att landet började tillverka sina egna vapen. Många européer deltog i Biafras tjänst under kriget, bland annat den svenske piloten Carl Gustaf von Rosen. Man lyckades bygga upp ett flygvapen bestående av totalt sex flygplan som var i Biafras tjänst till januari 1970.

### Ekonomi
Biafras ekonomi var ansträngd från dag ett, och på grund av kriget fick den heller aldrig någon chans att stabilisera sig. Regeringen införde flera åtgärder för att försöka få struktur på landets näringsliv och skatteinkomster, men de flesta reformer hann aldrig genomföras fullt ut.
1967 grundade Biafras regering Bank of Biafra, som styrdes av en guvernör och fyra direktörer. Banken administrerade landets ekonomi och skötte växelkurser gentemot andra valutor. Banken bytte huvudkontor flera gånger under kriget. 
Fram till i januari 1968 var det nigerianska pundet landets officiella valuta, då den ersattes med det egna Biafrapundet. Växelkursen mot nigerianska pund var 1968 30 pund (nigerianska) mot 300 Biafrapund. Det uppskattas att omkring 115-140 miljoner Biafrapund var i cirkulation i landet när kriget upphörde, vilket skulle innebära cirka 10 Biafrapund per invånare.

### Demografi
Området hade vid utropandet som Biafra 14 miljoner invånare.
Det största språket som talades i det dåvarande Biafra var igbo. Dessutom fanns/finns ett antal mindre språk, varav de största är efik och ibibo.

### Geografi
Klimatet i området är tropiskt, med i regel två årstider – regn- och torrperiod. Regnperioden varar mellan april och oktober, med mycket nederbörd och hög fuktighet; mellan juni och juli kan det falla uppemot 360 mm regn. Under regnperioden varierar temperaturen mellan 22 och 30 grader Celsius. Torrperioden varar mellan november och februari, och temperaturen varierar mellan 20 och 35 grader Celsius.

## Biafrafrågan på 2000-talet
Sedan kriget tog slut har våldsamheter och konflikter mellan kristna igbo och muslimer regelbundet blossat upp. Ändå var ett självständigt Biafra länge en icke-fråga, men sedan 1999 har separatismen blivit en allt viktigare politisk fråga i området.
Efter kriget grundades organisationen Movement for the Actualization of the Soveregin State of Biafra (MASSOB) som arbetar för ett självständigt Biafra. MASSOB har anklagat den nigeriska regeringen för diskriminering av igbofolket. Organisationen beskriver sig som en förespråkare för fred och efterlyser inte ett utbrytande från Nigeria med våld utan att uppnå sitt mål på fredlig väg. Organisationens ledare Ralph Uwazuruike greps 2005 för landsförräderi. År 2011 släpptes han och över 1000 andra MASSOB-medlemmar ur fängelse på order av president Goodluck Jonathan.
En annan grupp som strävar efter ett självständigt Biafra är Indigenous People of Biafra (IPOB) som bildades 2012. De har sedan augusti 2015 genomfört en rad protestdemonstrationer och marscher för frågan. Spänningen tilltog efter att ledaren Nnamdi Kanu arresterades i oktober 2015. När IPOB 2016 hade samlats för fredliga demonstrationer i samband med Biafra Remembrance Day den 30 maj, slog nigeriansk militär till med dödligt våld och lär då ha dödat minst 60 personer.
Under perioden augusti 2015 till augusti 2016 dödades minst 150 människor av militären i samband med möten för Biafras självständighet. Demonstrationer har trots det spända läget fortsatt att genomföras.

## Bristen på vittnesmål från huvudpersonerna själva
Mycket av det som skrivits om frihetskampen i Biafra är författat av historiker och debattörer från Det globala nord. Få vittnesmål från huvudpersonerna själva, det vill säga från inblandade aktörer eller drabbade i civilbefolkningen, finns bevarade. Problemet med det bristfälligt bevarade källmaterialet uppmärksammades då en svit av exemplar från den lokalt utgivna veckotidningen Eastern Nigeria Spotlight, från februari till maj 1967, "återupptäcktes" år 2025 vid en inventering av Nordiska Afrikainstitutets samlingar. Veckotidningen, där delstatsregeringen i Biafra argumenterar för frigörelse från Nigeria, är en viktig pusselbit för den som vill förstå upptakten till frihetskampen i Biafra, men finns bara bevarad på två andra bibliotek, ett i USA och ett i Europa – och där endast i enstaka exemplar.